# Horror vacui (filosofie)
Horror vacui is Latijn voor de vrees voor het lege (het vacuüm).
In de filosofie staat horror vacui voor de onzekerheid van de mens, die niet kan leven met twijfel en onzekerheden en niet beantwoorde vragen. Volgens deze redenering probeert de mens op elke vraag een passend antwoord te vinden en voor alles een verklaring te zoeken.
"Horror vacui" verwijst dan ook naar een bredere menselijke neiging om leegte te vermijden, zowel fysiek als conceptueel. Dit uit zich in de Horror vacui in de beeldende kunst, maar ook in de filosofische en psychologische aspecten 
Dit kan zich uiten op verschillende manieren:
1. Interieurontwerp: Mensen kunnen geneigd zijn om hun woonruimtes volledig te vullen met meubels, decoraties en persoonlijke bezittingen, waardoor lege ruimtes worden vermeden.
2. Communicatie: In conversaties kunnen mensen stiltes als ongemakkelijk ervaren en proberen ze deze snel op te vullen met woorden of geluiden, een fenomeen dat soms wordt aangeduid als "horror vacui in communicatie".
3. Existentiële angst: Op een meer abstract niveau kan "horror vacui" verwijzen naar de menselijke angst voor leegte en zinloosheid, wat kan leiden tot een drang om voortdurend bezig te zijn of betekenis te zoeken in elke ervaring.